# Nino Daniele
Nino Daniele (Lecce, 1º marzo 1888 – Torino, 1967) è stato un giornalista italiano.

## Biografia
Figlio del prefetto di Lecce, Giovanni Daniele Vasta (Catania), amico di Francesco Crispi e di Émile Ollivier, ministro repubblicano di Napoleone III.
Nino Daniele fu anche capo legionario a Fiume, a Zara e in tutta la Dalmazia e luogotenente di Gabriele D'Annunzio.
A Roma fondò nel 1908 il primo giornale imperialista, Il Principe. Lavorò nel quotidiano romano Il mondo fondato a Roma dal conte Matarazzo nel 1922.
Emigrò in Brasile nel 1926 e collaborò alla Folha de Manha, a Il Pasquino Coloniale e fondò il Diario Latino, primo giornale in italiano a San Paolo nel dopo guerra. Pubblicò il libro D'Annunzio Politico dove racconta le vicende dell'impresa fiumana e tutti i retroscena politici che l'accompagnarono, essendo stato segretario e fiduciario politico di Gabriele D'Annunzio al quale si era affiancato all'età di vent'anni prima della guerra italo-turca.
A San Paolo fu autore e curatore dei Quaderni della Libertà dove apparvero gli scritti Fiume bifronte con saggi su Giuseppe Giulietti, Antonio Gramsci, Benito Mussolini, Gabriele D'Annunzio.
A Roma intervistò Guido De Giorgio e in Brasile Amedeo Rocco Armentano. 
Negli anni cinquanta si recò in Portogallo e intervistò l'ex re Umberto II di Savoia in esilio. L'intervista fu pubblicata su un quotidiano di San Paolo e contiene interessanti indicazioni di Umberto II sulla politica europea e sul futuro della monarchia in Italia.
Sposato con Vittoria De Masi ebbe tre figli maschi Ivan, Arai e Leo.